# パイノプス
パイノプス（古希: Φαῖνοψ, Phainops, 英: Phaenops）は、ギリシア神話の人物である。主にホメーロスの叙事詩『イーリアス』に散見する名前で、
- アシオスの子
- クサントスとトオーンの父
- ポルキュスの父

が知られている。以下に説明する。

## アシオスの子
このパイノプスは、ヒュタルコスの子アシオスの子で、アダマースと兄弟。アビュドスに住み、ヘクトールと親しい間柄であった。トロイア戦争が勃発すると、パイノプスはアダマースとともに父アシオスに従ってトロイアに味方して戦った。パトロクロスの遺体をめぐって両軍入り乱れて激しく戦ったとき、アポローンはパイノプスの姿を借りて、ヘクトールにポデースが討たれたことを伝えた。

## クサントスとトオーンの父
このパイノプスは、トロイア人クサントスとトオーンの父である。トロイア戦争が勃発したときパイノプスはすでに年老いており、2人の息子のほかに財産を遺す者はいなかったが、息子たちはいずれもトロイア戦争で戦い、ディオメーデースに討たれた。

## ポルキュスの父
このパイノプスは、トロイア人ポルキュスの父である。息子ポルキュスはトロイア戦争において、パトロクロスの遺体をめぐる戦闘で大アイアースに討たれたペラスゴス人ヒッポトオスをかばおうとし、同じく大アイアースに討たれた。